# Rapsòdia sobre un tema de Paganini
La Rapsòdia sobre un tema de Paganini, Op. 43, (rus: Рапсодия на тему Паганини, Rapsodiya na temu Paganini) és una obra concertant escrita per Serguei Rakhmàninov. Escrita per a piano i orquestra, és d'estil molt semblant a un concert per a piano. Segons indica la partitura, l'obra va ser escrita a la Villa Senar, entre el 3 de juliol i el 18 d'agost del 1934. Rakhmàninov, notable intèrpret de les seves pròpies obres, va interpretar la part del piano solista amb l'Orquestra de Filadèlfia a l'estrena de la peça que va tenir lloc a la Lyric Opera House de Baltimore, Maryland, EUA, el 7 de novembre del 1934, sota la direcció de Leopold Stokowski. Rakhmàninov, Stokowski, i l'Orquestra de Filadèlfia feren la primera gravació de l'obra el 24 de desembre del 1934 a l'estudi RCA Victor's Trinity Church Studio a Camden, Nova Jersey, EUA.

## Estructura
La peça és un conjunt de 24 variacions sobre el tema capritx núm. 24, últim dels Capritxos de Niccolò Paganini, que ha inspirat obres de diversos compositors. La composició té una durada d'uns 25 minuts. Totes les variacions són en tonalitat de la menor excepte on s'indica expressament.
- Introducció: Allegro vivace
- Variació I (Precedente)
- Tema: L'istesso tempo
- Variació 2: L'istesso tempo
- Variació 3: L'istesso tempo
- Variació 4: Più vivo
- Variació 5: Tempo precedente
- Variació 6: L'istesso tempo
- Variació 7: Meno mosso, a tempo moderato
- Variació 8: Tempo I
- Variació 9: L'istesso tempo
- Variació 10: L'istesso tempo
- Variació 11: Moderato
- Variació 12: Tempo di minuetto (D minor)
- Variació 13: Allegro (D minor)
- Variació 14: L'istesso tempo (F major)
- Variació 15: Più vivo scherzando (F major)
- Variació 16: Allegretto (B flat minor)
- Variació 17: (Allegretto) (B flat minor)
- Variació 18: Andante cantabile (D flat major)
- Variació 19: A tempo vivace
- Variació 20: Un poco più vivo
- Variació 21: Un poco più vivo
- Variació 22: Marziale. Un poco più vivo (Alla breve)
- Variació 23: L'istesso tempo
- Variació 24: A tempo un poco meno mosso

Tot i que l'obra de Rakhmàninov s'interpreta sense interrupcions, es pot dividir en tres seccions que corresponen als tres moviments d'un concert: El primer moviment correspon a les 11 primeres variacions, de la 12 a la 18 equivalen a un moviment lent i la resta de les variacions corresponen a un finale.

## Composició
La primera variació s'interpreta abans del tema, després d'una breu introducció. El tema de Paganini és presentat en cadenes amb el piano prenent notes destacades després de la primera variació. Probablement Rakhmàninov va treure la idea de fer una variació abans del tema del final de la simfonia Heroica de Beethoven. Les Variacions II a VI tornen a combinar elements del tema. Les pauses i les floritures retòriques del piano en la Variació VII anuncien un canvi en el tempo i el to. A continuació el piano entona amb gravetat el Dies Irae de la Missa Fúnebre medieval mentre l'orquestra l'acompanya amb una versió lenta del motiu d'obertura del tema de Paganini. Aquesta és una de les diverses peces de Rakhmàninov que citen la melodia del Dies Irae.

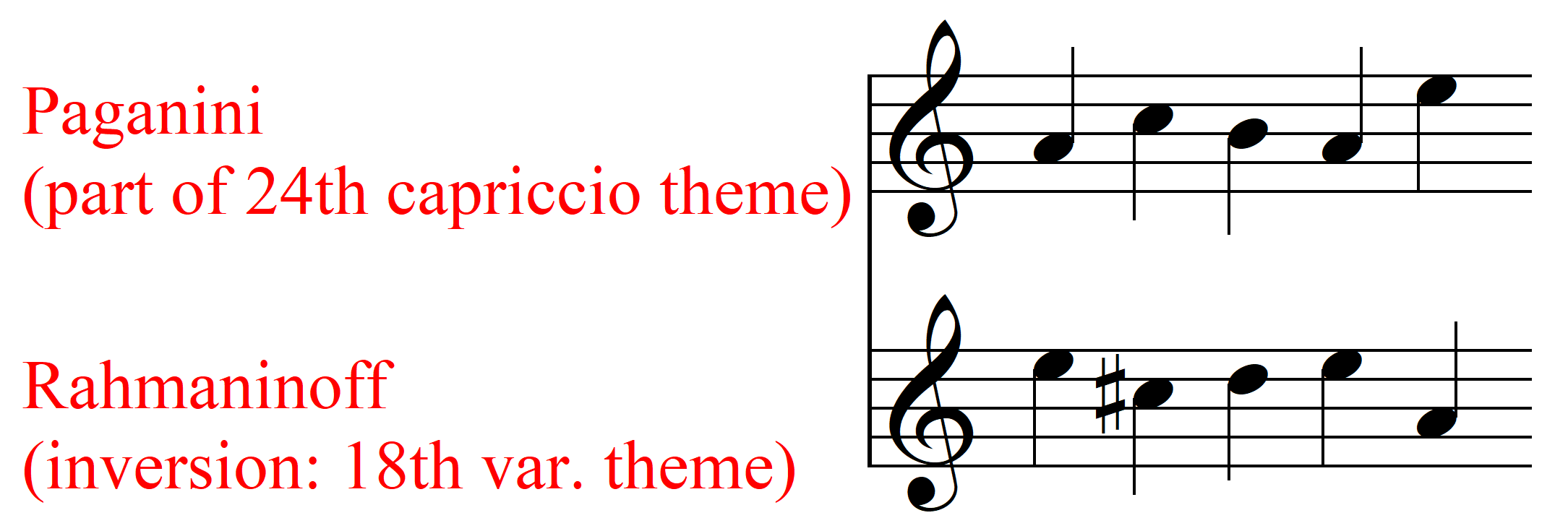
Inversió de la melodia

La variació lenta número divuit és la més coneguda i sovint s'hi inclou en compilacions de música clàssica sense la resta de l'obra. Es basa en una inversió de la melodia del tema de Paganini. És a dir, el tema en La menor de Paganini s'executa "girat" en Re bemoll major. Rakhmàninov reconegué l'atractiu d'aquesta variació tot dient: "Aquesta és pel meu agent."

## Gravacions seleccionades
| Piano               | Director          | Orquestra                           | Discogràfica   | Any de gravació | Format |
| ------------------- | ----------------- | ----------------------------------- | -------------- | --------------- | ------ |
| Sergei Rachmaninoff | Leopold Stokowski | Orquestra de Filadèlfia             | RCA Red Seal   | 1934            | CD     |
| Benno Moiseiwitsch  | Basil Cameron     | Orquestra Filharmònica de Liverpool | Naxos Records  | 1938            | CD     |
| William Kapell      | Fritz Reiner      | Robin Hood Dell Orchestra           | RCA Red Seal   | 1951            | CD     |
| Arthur Rubinstein   | Fritz Reiner      | Orquestra Simfònica de Chicago      | RCA Red Seal   | 1956            | CD     |
| Leon Fleisher       | George Szell      | Orquestra de Cleveland              | Sony           | 1957            | CD     |
| Vladímir Aixkenazi  | André Previn      | Orquestra Simfònica de Londres      | London Records | 1971            | CD     |
| Van Cliburn         | Kirill Kondrashin | Orquestra Filharmònica de Moscou    | RCA Records    | 1972            | CD     |